# Артремфіт
Артремфіт (син. Суглобова миша) — патологічне утворення, кістково-хрящове або кісткове тіло або звапнілий згусток фібрину, що вільно плаває в порожнині суглоба і може бути защемлене між поверхнями суглоба.
Воно виникає в результаті відриву частини суглобового хряща з самої кістки. Найчастіше це захворювання вражає саме колінний суглоб, і в рідкісних випадках — ліктьовий. Набагато рідше суглобова миша вражає плечовий і тазостегновий суглоби.

## Етіологія
У порожнині колінного суглоба суглобова миша може утворитися за такими причинами:
- Наслідком травм ноги, вивихів і переломів, коли в результаті різкого руху і настільки ж різкого розтягування м'язів і сухожиль відривається шматочок хряща, а часом і кістки.
- Дегенеративні та запальні захворювання колінного суглоба, які руйнують хрящову тканину і супроводжуються утворенням наростів, часто розвивається на фоні артрозу.
- Наслідок хвороби Кеніга, професійного захворювання людей, які зайняті постійною фізичною працею.

Суглобова миша зазвичай буває одинична, розміри від 2 мм до кількох сантиметрів в діаметрі.
За формою:
- подібна до зерна рису;
- круглої форми;
- у вигляді багатогранних ті;
- у вигляді безформних уламків.

З патологоанатомічної точки зору, розрізняють: фіброзні, фібринозні, жирові, кісткові і хрящові суглобові миші.

## Симптоми
Несподіваний гострий біль та блокада суглоба — це головні симптоми з якими звертаються хворі. Іноді суглобова миша протікає зовсім безсимптомно, це пов'язано із тим що уламок попадає в суглобову щілину. Безсимптомний перебіг хвороби може призвести до запалення суглоба, що вже має свої симптоми такі як набряк суглоба та підняття температури.

## Перша допомога
Потрібно зафіксувати коліно у нерухомому положенні тугою пов'язкою із еластичного бинта, це робиться для того щоб попередити нові напади. Після цього хворого можна транспортувати до лікарні.

## Діагностика захворювання
Для діагности призначають такі дослідження:
- рентген — це найпростіший та швидкий метод діагностики.
- комп'ютерна томографія, яка деталізує і розширює клінічну картину. Вона здатна з'ясувати точні координати і характер зміщення кісткових уламків.
- артроскопію — один з найбільш вірних методів огляду, який використовується при деяких неточностях клінічної картини хворого.
- магнітно-резонансну томографію (МРТ).Під час цього дослідження, лікар може детально розглянути стан менісків і пошарово вивчити хрящову і кісткову тканину колінного суглоба.

Додатково хворому призначаються деякі аналізи крові: ревмопробу (комплекс імунологічних аналізів крові), біохімічний та загальний.

## Лікування
Медикаментозного лікування захворювання немає, застосовують тільки хірургічне видалення. Сучасна методика видалення полягає у виконанні артроскопії. При цьому відпадає необхідність у широких розрізах. Через проколи в області суглоба вводиться збільшуюча оптична система, що дозволяє помітити найменші частинки. Після такої операції гіпсові пов'язки не накладаються і строгий постільний режим не призначається. Необхідно лише носіння спеціальних пов'язок або наколінника.